# Mouvements unis de la Résistance
Pour les articles homonymes, voir MUR.
Les Mouvements unis de la Résistance (MUR) sont une organisation française de résistance à l'occupation allemande et au régime de Vichy pendant la Seconde Guerre mondiale créée le 26 janvier 1943 par la fusion des trois grands mouvements non communistes de zone sud (« Combat », « Franc-Tireur » et « Libération-Sud »), et présidée par Jean Moulin, délégué du général de Gaulle en zone sud.
Le but de cette organisation nouvelle est d'accroître l'efficacité notamment dans les domaines de l’action politique insurrectionnelle, de la prise de pouvoir et des actions de masse, en dépassant les moyens nécessairement limités de chacun des trois mouvements et ceci dans un contexte d'envahissement de la zone sud (au départ « non occupée ») par l'armée allemande en novembre 1942.
En décembre 1943, les MUR intègrent trois mouvements de zone nord (« Défense de la France », « Résistance » et « Lorraine ») et deviennent le Mouvement de libération nationale (MLN).

## Histoire

### Le contexte de la création
Jean Moulin a reçu pour mission par De Gaulle d'unir la Résistance sous l'égide de la France libre. Tout au long de l'année 1942, à partir du Comité de coordination de la Zone Sud réunissant les trois chefs des trois mouvements de résistance Henri Frenay (pour Combat), Emmanuel d'Astier de La Vigerie (pour Libération) et Jean-Pierre Lévy (pour Franc Tireur), il s'efforce de créer les conditions de cette union stratégiquement indispensable, mais difficile à réaliser compte tenu des fortes identités de chaque mouvement et des fortes personnalités de leurs trois dirigeants.
Les difficultés rencontrées par ceux-ci durant cette période (arrestations, réquisitions, problèmes de financement...) l'aident toutefois à avancer significativement vers cet objectif.

### La création officielle
Les travaux préparatoires à la fusion ont lieu lors de réunions entre Jean Moulin, Henri Frenay, Emmanuel d'Astier de La Vigerie et Jean-Pierre Lévy, au domicile d'Henri Deschamps à Miribel, en banlieue lyonnaise.
Le 26 janvier 1943, une note du Comité de coordination zone sud annonce la "fusion" des trois mouvements. Il est prévu que tous les "services" de chaque mouvement se fondent dans cette nouvelle organisation des MUR, à l'exception de celui de l'information, puisque chaque mouvement conserve le pouvoir de publier son propre journal clandestin et de le distribuer de façon autonome.

### Les principes d'organisation des MUR
La direction des MUR est assurée par Jean Moulin, qui préside un comité directeur (ou directoire) composé des chefs des trois mouvements Henri Frenay, Emmanuel d’Astier et Jean-Pierre Lévy et se réunit à peu près chaque semaine. Le siège est fixé à Lyon.
Les MUR implantent dans toute la zone Sud une organisation clandestine inspirée de celle de Combat, considéré comme le mouvement le mieux structuré, et divisée en plusieurs branches : armée secrète, action immédiate (par des « groupes francs »), noyautage des administrations publiques (NAP), faux-papiers et logements, maquis, atterrissages et parachutages, propagande, œuvres de solidarité, action ouvrière, renseignement (réseau « Gallia »).
Au niveau central, Frenay devient commissaire aux affaires militaires, d’Astier commissaire aux affaires politiques et Lévy commissaire au renseignement, à la sécurité et aux moyens matériels. Les personnels des états-majors des anciens mouvements sont affectés selon leur spécialité : par exemple, comme Frenay est le commissaire aux affaires militaires, les responsables militaires des deux autres mouvements rejoignent auprès de lui ceux de « Combat », et de même pour les autres commissaires.
Il est à noter que l’Armée secrète (AS) est directement subordonnée au Comité Directeur et pas à Frenay, de même que les opérations aériennes ou maritimes gérées par un service particulier sous le contrôle du Comité Directeur.
L'organisation régionale est également précise : un chef régional préside un comité directeur régional constitué de lui-même et des anciens chefs régionaux des autres mouvements. Ce chef régional est désigné par le Comité Directeur national. S'il n'a pas de pouvoir "militaire" stricto sensu, il est prévu qu'il soit consulté pour les opérations de l'AS dans sa région.
Cette nouvelle organisation repose sur des désignations provisoires[réf. nécessaire]. La note du 26 janvier spécifie que les chefs sont élus non selon « un souci de dosage entre les trois mouvements mais de recherche du meilleur homme ».

### Les problèmes de mise en place
Les "décisions" du 26 janvier 1943 s'avèrent être des déclarations d'intention, poussées par Jean Moulin et concédées par les chefs de mouvement, en particulier Frenay et d'Astier. Dans les faits, les âpres voire violentes discussions se poursuivent, où se confirment des divergences officielles (analyses de la situation, stratégie, priorités d'actions...) et officieuses (rivalités personnelles). Finalement, le plan d'action piétine.
« La cohésion interne de chaque groupe repose sur des affinités personnelles, une communauté de sentiments, de pensées et de périls, qui entraînent des différences de tendances » écrit un chef du Mouvement à de Gaulle au printemps 1943.
Il apparaît entre autres que : 
- le statut et l'organisation "indépendants" de l’Armée secrète, pilier du système et sur laquelle veillent particulièrement Jean Moulin et Charles Delestraint, est particulièrement mal vécue par les mouvements, plus encore aux niveaux locaux qu’au niveau national.
- la "parité" est contestée, le mouvement Combat dont la supériorité en effectifs et en organisation est indiscutable, souhaitant être supérieurement représenté à tous les étages de l'organisation.
- les chefs de mouvement, tant nationaux que régionaux, répugnent à livrer des informations précises sur leurs effectifs (noms et pseudonymes...), les caches d'armes, invoquant des "raisons de sécurité".
- les chefs de mouvement, tant nationaux que régionaux, ne diffusent pas toutes les renseignements qu'ils collectent (notamment sur les constitutions des maquis).

### Les progrès de mi 1943 et l'évolution vers le MLN
Le 27 mai 1943, quelques semaines avant son arrestation, Jean Moulin réussit à constituer le Conseil national de la Résistance, qui réunit huit mouvements de Résistance (c'est-à-dire cinq en plus de ceux coalisés dans les MUR), deux syndicats et six partis politiques. Les MUR perdent de fait  en influence.
Parallèlement, l'afflux de nouvelles recrues indépendantes des mouvements, et ce au-delà des prévisions des responsables, contribue à atténuer les tensions.
En décembre 1943, les MUR intègrent trois mouvements de résistance de zone nord (« Défense de la France », « Résistance » et « Lorraine ») et deviennent le Mouvement de libération nationale (MLN).